# Marillion.com
marillion.com è l'undicesimo album in studio del gruppo musicale britannico Marillion, pubblicato il 18 ottobre 1999 dalla Intact Records.

## Descrizione
Terminate le sessioni di registrazioni di Radiation, i Marillion iniziarono a produrre sin da subito il loro album successivo. I due brani Tumble Down the Years e Interior Lulu erano già pronti per Radiation, ma vennero considerati incompleti e quindi pubblicati sul successivo marillion.com.
Il disco prende il titolo dall'omonimo sito internet della band; segnale che ormai questo media di comunicazione era un mezzo di trasporto dell'informazione primario sia per il gruppo che per l'intero mondo circostante. In seguito i Marillion faranno del proprio sito internet il principale mezzo di divulgazione della propria attività, arrivando a produrre i loro album grazie alla fase di preordine degli stessi.
Musicalmente vi è una sperimentazione verso nuovi generi come il trip hop del brano House o il genere propriamente alternative.

## Tracce
Testi di Steve Hogarth (eccetto dove indicato), musiche di Steve Hogarth, Steve Rothery, Mark Kelly, Pete Trewavas e Ian Mosley.
1. A Legacy – 6:16 (testo: John Helmer)
2. Deserve – 4:23
3. Go! – 6:11
4. Rich – 5:42
5. Enlightened – 4:59
6. Built-in Bastard Radar – 4:52 (testo: John Helmer)
7. Tumble Down the Years – 4:33 (testo: John Helmer)
8. Interior Lulu – 15:14 (testo: Steve Hogarth, John Helmer)
9. House – 10:15

## Formazione
- Steve Hogarth – voce
- Steve Rothery – chitarra
- Pete Trewavas – basso
- Mark Kelly – tastiera
- Ian Mosley – batteria